# Prawo inicjatywy ustawodawczej
Prawo inicjatywy ustawodawczej – uprawnienie do przedkładania władzy ustawodawczej projektów aktów normatywnych. Z reguły krąg podmiotów uprawnionych do wniesienia projektu określany jest w konstytucji, rzadziej w ustawach zwykłych. Niektóre aspekty prawa inicjatywy ustawodawczej mogą być określane także w regulaminach parlamentarnych lub wynikać ze zwyczaju.
Prawo inicjatywy ustawodawczej zazwyczaj przysługuje rządowi oraz członkom parlamentu.

## Prawo inicjatywy ustawodawczej w Polsce
W Polsce, na mocy art. 118 Konstytucji Rzeczypospolitej Polskiej, prawo inicjatywy ustawodawczej przysługuje:
- Prezydentowi RP;
- Senatowi (jako całej izbie), przy czym Regulamin Senatu Rzeczypospolitej Polskiej[1] wymaga, by projekt był zgłoszony przez grupę 10 senatorów lub komisję senacką;
- Radzie Ministrów (rządowi);
- posłom, przy czym Regulamin Sejmu Rzeczypospolitej Polskiej wymaga, by projekt był zgłoszony przez grupę 15 posłów lub poselską komisję sejmową;
- grupie co najmniej 100 tysięcy obywateli mających prawo wybierania do Sejmu – obywatelska inicjatywa ustawodawcza.

Podmiotowe ograniczenie prawa inicjatywy ustawodawczej odnosi się do:
- projektu ustawy budżetowej oraz ustaw bezpośrednio wyznaczających sytuację finansów publicznych – inicjatywę posiada wyłącznie Rada Ministrów (art. 221 Konstytucji);
- projektu ustawy o zmianie Konstytucji – inicjatywa przysługuje grupie obejmującej co najmniej 1/5 ustawowej liczby posłów, Senatowi oraz prezydentowi (art. 235 ust. 1 Konstytucji).

## Prawo inicjatywy prawodawczej w Unii Europejskiej
Bezpośrednie prawo inicjatywy prawodawczej w Unii Europejskiej z pewnymi wyjątkami zarezerwowane jest dla Komisji Europejskiej. Jedynie w przypadku tworzenia wspólnej dla państw członkowskich Unii ordynacji wyborczej do Parlamentu Europejskiego, prawo inicjatywy prawodawczej w tym zakresie należy do samego Parlamentu. Poza tym w pięcioletnim okresie przejściowym po wejściu w życie Traktatu amsterdamskiego (1 maja 1999 – 1 maja 2004) Komisja Europejska dzieliła prawo inicjatywy prawodawczej z państwami członkowskimi w obrębie tytułu IV Traktatu ustanawiającego Wspólnotę Europejską (wizy, imigracja, azyl, współpraca sądowa w sprawach cywilnych).
Parlament Europejski oraz Rada Unii Europejskiej posiadają prawo inicjatywy prawodawczej pośredniej, które oznacza, iż mogą one żądać od Komisji Europejskiej przedłożenia określonej inicjatywy prawodawczej. Niemniej żądanie to nie tworzy dla Komisji obowiązku prawnie wiążącego. Od oceny Komisji zależy, czy wystąpi z określoną inicjatywą, a jeśli tak, to jaka będzie jej treść.
W obszarze wspólnej polityki zagranicznej i bezpieczeństwa (dawny II filar) prawo inicjatywy należy do Rady Europejskiej oraz Rady Unii Europejskiej. Jednak Rada UE może żądać od Komisji przedstawienia „wszelkich właściwych propozycji”, co uprawnia do stwierdzenia, iż pośrednie prawo inicjatywy prawodawczej w tym obszarze może posiadać Komisja Europejska.
Z kolei w ramach przestrzeni wolności, bezpieczeństwa i sprawiedliwości rządy państw członkowskich (w liczbie co najmniej 1/4 liczby państw członkowskich) mają, obok Komisji Europejskiej, prawo inicjatywy prawodawczej w zakresie aktów prawnych dotyczących współpracy policyjnej i współpracy sądowej w sprawach karnych (dawny III filar).